# Радкевич, Николай Владимирович
Николай Владимирович Радкевич (ок. 1888—1916, известен также как «Вадим Кровяник» и «Петербургский Джек-Потрошитель») — российский убийца, действовавший в Санкт-Петербурге в 1909 году. Подозревался в убийствах 3 проституток, удалось доказать 1 эпизод.

## Биография

### Детство и юность
Дата и место рождения Радкевича в источниках не приводятся, однако, если судить по фамилии, вероятнее всего, он происходил из Западного края, а родился около 1888 года, так как на момент задержания Радкевичу был 21 год. По его же собственным признаниям, он был кадетом Аракчеевского кадетского корпуса в Нижнем Новгороде. В возрасте 14 лет он был соблазнён развратной женщиной, которой было около 30 лет. Спустя некоторое время она бросила юношу, в придачу к этому она заразила его сифилисом. Узнав об этом, Радкевич пришёл в ярость и попытался убить бывшую возлюбленную, накинувшись на неё с ножом, но это у него не вышло, новый ухажёр женщины скрутил неудавшегося убийцу и отвёл его в полицейский участок. После замятого скандала Радкевича исключили из кадетского корпуса. Радкевич решил, что призвание всей его жизни — очищение мира от развратных женщин.
Большинству своих случайных знакомых Радкевич представлялся как Вадим Кровяник, за что и получил своё прозвище впоследствии, и, возможно, именно это не позволило поймать его на первых порах. Следствием по делу Радкевича руководил лично начальник петербургской сыскной полиции Владимир Филиппов.

### Предполагаемые убийства
Первое убийство, в котором впоследствии подозревали Радкевича, было совершено в июне 1909 года. Жертвой стала 20-летняя проститутка Анна Блюментрост. В общей сложности убийца нанёс ей 12 ножевых ранений в лицо, шею и плечи, после чего сбросил тело убитой в Неву. 1 июля тело было выловлено и опознано. В Санкт-Петербурге среди проституток началась паника, а полиция начала разыскивать жестокого убийцу с особым усердием.
14 июля 1909 года убийца познакомился с проституткой со Знаменской площади Екатериной Герус. Он привёл её в гостиницу «Дунай», находившуюся в то время на Лиговском проспекте, и заказал номер 9 на 3 этаже. Ночью убийца задушил Герус, а после смерти нанёс ей не менее 20 колото-резаных ран, а на следующий день в 8 часов утра покинул номер, сказав коридорному, чтобы тот разбудил его подругу через час. Коридорный и обнаружил тело Герус. Следователи сыскной полиции пришли к выводу, что оба убийства совершены одним преступником.
24 июля 1909 года было совершено нападение на горничную Зинаиду Левину. С криком «Смерть красавицам!» преступник нанёс ей 2 ножевых ранения, но его спугнули случайные прохожие, и он бежал, не завершив начатое и обронив орудие преступления — морской кортик.
25 июля было совершено ещё одно неудачное нападение на проститутку Клотильду в борделе на Коломенской улице: преступник попытался её задушить, но девушка вырвалась и подняла шум. Спасаясь от приближавшихся охранников, неизвестный выпрыгнул в окно и скрылся.

### Доказанное убийство
Единственное доказанное убийство Радкевич совершил 17 сентября 1909 года. В тот день он завлёк в гостиницу «Кяо» проститутку Марию Бутошникову и убил 35 ножевыми ранениями, ограбил, после чего оставил записку в изголовье кровати:
…Деньги взяты за труд отправки на тот свет и потому, что мёртвым они не нужны. Убийца этой женщины и Е. Герус в гостинице „Дунай“ — Вадим Кровяник…
Но коридорный Яков Казёнов оказался бдительным. Когда Радкевич по уже известной схеме пытался покинуть место преступления, Казёнов не открыл ему дверь гостиницы, а зашёл сначала в номер — убедиться, что с девушкой всё в порядке. Коридорный через два с половиной года рассказал в суде:
Да где она? — спрашиваю. Тут он бросился на меня. Она готова, и вам будет, — сказал он и схватил меня за горло, а другой рукой захлопнул двери. Я стал кричать, а он мне руку в рот, верно, хотел сунуть, да я успел ему пальцы прокусить и что есть мочи стал грызть.
В результате борьбы Радкевич выбил Казёнову зуб, но тот сумел вырваться, на его крики о помощи прибежали второй номерной и горничная. Втроём они смогли задержать преступника.

### Следствие, суд и смерть
Последнее убийство оказалось единственным эпизодом, в котором вина Радкевича была доказана.
Первоначально Радкевича поместили в психиатрическую больницу святого Николая Чудотворца, что на берегу реки Пряжки. Мнения психиатров разделились — по мнению одних, он был садистом, полностью отвечающим за свои поступки, по мнению других — дегенерат с врождёнными дефектами, находящийся в плену ложных сверхидей. 10 марта 1912 года начался суд присяжных, который 13 марта приговорил Николая Радкевича к 8 годам каторжных работ. Осенью 1916 года он был убит уголовниками на этапе к месту отбытия наказания.

## В массовой культуре
- Документальный фильм «Джек Потрошитель» из цикла «Преступление в стиле модерн»[4]
- «Петербургский Джек Потрошитель» из цикла «Колыбель Ужаса» (реж. Василий Бейнарович, 2021)
- Сериал «Карамора». В роли Кровяника — Владислав Долженков.
- Александр Пензенский. Улыбки уличных Джоконд. — М.: АСТ, 2021. — (Мастера сыска) — ISBN 978-5-17-138658-0